# Mount Hermon (California)
Mount Hermon è un census-designated place (CDP) degli Stati Uniti d'America, situato nello stato della California, nella contea di Santa Cruz.